# Liste des présidents actuels des comitats hongrois
 (octobre 2015).
Si vous disposez d'ouvrages ou d'articles de référence ou si vous connaissez des sites web de qualité traitant du thème abordé ici, merci de compléter l'article en donnant les références utiles à sa vérifiabilité et en les liant à la section « Notes et références ».
 (18 novembre 2018).
Le comitat (megye) est la subdivision politique intermédiaire entre l'État et les localités. Au nombre de 19, on y ajoute traditionnellement Budapest, qui bénéficie cependant d'un statut particulier. Les comitats maillent le territoire hongrois de manière contigu. En raison de la centralisation politico-administrative de la Hongrie, les compétences des collectivités comitales (megyei önkormányzat) restent très limitées. Celles-ci concernent les services qui s'appliquent sur l'ensemble du territoire comital, les établissements scolaires secondaires (collèges), les établissements médicaux spécialisés ainsi qu'un rôle de coordination de l'aménagement du territoire. De plus, elles ne s'appliquent pas aux villes de droit comital qui disposent de leur propre conseil comital (megyei közgyűlés) superposée au conseil local
Cette page dresse la liste des dirigeants des comitats (19 présidents de comitat et le maire de Budapest).
Elle intègre les nominations intervenues avant janvier 2011.

## Présidents des comitats et maire de Budapest
| Comitat                   | Nom               | Depuis (le)      |
| ------------------------- | ----------------- | ---------------- |
| Bács-Kiskun               | Bányai Gábor      | .../2010         |
| Baranya                   | János Hargitai    | .../2010         |
| Békés                     | Laszlo Domokos    | .../2010         |
| Borsod-Abaúj-Zemplén      | Ferenc Ódor       | .../2010         |
| Budapest (ville capitale) | Gergely Karácsony | 13 octobre 2019  |
| Csongrád                  | Anna Magyar       | .../2010         |
| Fejér                     | Tamás Vargha      | 1er janvier 2011 |
| Győr-Moson-Sopron         | Imre Szakacs      | .../2010         |
| Hajdú-Bihar               | Bodó Sándor       | Janvier 2011     |
| Heves                     | Tamas Sos         | .../2010         |
| Jász-Nagykun-Szolnok      | Sándor Kovacs     | 2010 ?           |
| Komárom-Esztergom         | Völner Pál        | .../2010         |
| Nógrád                    | Becsó Zsolt       | 2006             |
| Pest                      | Szűcs Lajos       | .../2010         |
| Somogy                    | Gelencsér Attila  | .../2010         |
| Szabolcs-Szatmár-Bereg    | Seszták Oszkár    | .../2010         |
| Tolna                     | Imre Puskás       | .../2010         |
| Vas                       | Ferenc Kovács     | .../2010         |
| Veszprém                  | Jenő Lasztovicza  | .../2010         |
| Zala                      | Jenő Manninger    | .../2010         |